# Władysław Knycpel
Władysław Knycpel (ur. 27 czerwca 1938, zm. 1 października 2010 w Warszawie) – polski dziennikarz, korespondent zagraniczny Polskiej Agencji Prasowej.

## Życiorys
Ukończył Liceum Ogólnokształcące w Kole i studia dziennikarskie na Uniwersytecie Warszawskim. W 1960 roku podjął pracę w serwisie porannym Redakcji Zagranicznej Polskiej Agencji Prasowej. W latach 1970–1974 był korespondentem PAP w Belgradzie, a w latach 1977–1983 w Moskwie. Był również korespondentem w Londynie i Paryżu.
Po przejściu na emeryturę kontynuował pracę w Dziale Cywilizacji PAP w Warszawie. Żonaty, miał syna.
Zmarł 1 października 2010 roku, po ciężkiej chorobie. 11 października został pochowany na cmentarzu Północnym w Warszawie (kwatera W-XV-2, rząd 7, grób 4).